# Crane (Missouri)
Crane város az USA Missouri államában, Stone megyében. Lakosainak száma 1495 fő (2020. április 1.).

## Népesség
A település népességének változása:
| Lakosok száma | 1002 | 1462 | 1495 |
|               | 1910 | 2010 | 2020 |